# Paradocus multifasciculatus
Paradocus multifasciculatus là một loài bọ cánh cứng trong họ Cerambycidae.